# De Gruyter
Walter de Gruyter GmbH, coneguda habitualment com a De Gruyter, és una editorial acadèmica alemanya. Publica més de 1.300 obres noves a l'any, la meitat de les quals estan en anglès. A més a més, edita unes 750 revistes acadèmiques i bases de dades en línia. Des del 2008 ofereix els seus continguts en format digital en la seva pròpia plataforma integrada.
A través de la seva marca De Gruyter Open, és la tercera editorial del món en publicacions en accés obert. Al juny del 2014, gestionava més de 350 revistes en aquest format.